# Podiatrie

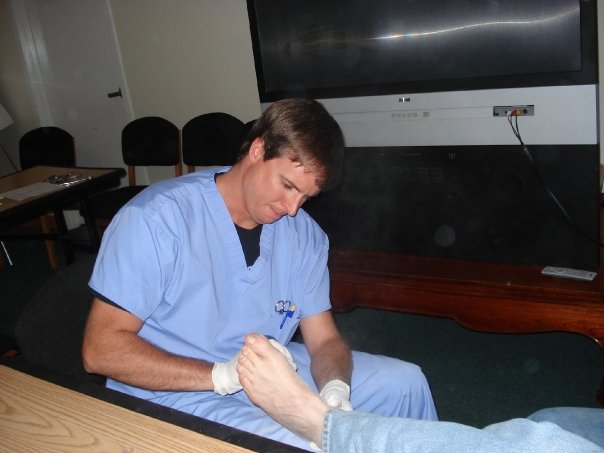

Die Podiatrie (altgriechisch pous, podos  = Fuß und ἰατρός = Arzt) ist das medizinische Fachgebiet, das sich mit der Behandlung von Krankheiten  des Fußes, seiner Anatomie, Physiologie und Pathophysiologie beschäftigt.
Der Begriff ist vor allem im englischen Sprachraum gebräuchlich und bezeichnet im Deutschen neuerdings – in Anlehnung an die aktuelle amerikanische Podiatrie – so genannte Podiater, Ärzte, die sich auf Fußchirurgie spezialisiert haben.
Im Englischen steht der Begriff aber auch für die nichtärztliche Heilkunde am Fuß, wie sie von Physiotherapeuten, Reflexologen und Medizinischen Fußpflegern ausgeübt wird und die in Deutschland als Podologie bezeichnet wird.